# Калидов, Олег Михайлович
Оле́г Миха́йлович Кали́дов (15 октября 1951, Борисоглебск) — советский гребец-каноист, выступал за сборную СССР в первой половине 1970-х годов. Чемпион мира и Европы, чемпион всесоюзного первенства. На соревнованиях представлял «Трудовые резервы», заслуженный мастер спорта СССР (1973). Также известен как спортивный функционер и преподаватель физической культуры.

## Биография
Олег Калидов родился 15 октября 1951 года в Борисоглебске, Воронежская область. Активно заниматься греблей начал в раннем детстве, проходил подготовку на местной гребной базе, состоял в добровольном спортивном обществе «Трудовые резервы». В 1970 году выполнил норматив мастера спорта, два года спустя вместе со своим партнёром Виталием Слободенюком завоевал золотую медаль всесоюзного первенства на дистанции 500 метров. Благодаря череде удачных достижений в 1973 году они удостоились права защищать честь страны на чемпионате мира в финском городе Тампере — в той же дисциплине одолели всех своих соперников и получили золотые награды. За это достижение по итогам сезона удостоены почётного звания «Заслуженный мастер спорта СССР».
После завершения спортивной карьеры в 1975 году Калидов окончил Волгоградский государственный институт физической культуры (ныне Волгоградская государственная академия физической культуры). Начиная с 1977 года проживал в Воронеже, занимал должность председателя Воронежской областной Федерации гребли на байдарках и каноэ, принимал участие в соревнованиях в качестве судьи республиканской категории. С 1993 года работал старшим преподавателем физвоспитания Воронежского энергетического техникума и детско-юношеской спортивной школы.В настоящее время работает в Воронежском СДЮСШОР № 6 тренером по гребле на байдарках и каноэ.